# Бабаев, Чары (чабан)
Чары́ Баба́ев (род. 1931) — туркменский советский чабан, депутат Верховного Совета СССР.

## Биография
Родился в 1931 году. Туркмен. Член КПСС с 1974 года. Образование неполное среднее.
С 1946 года чабан колхоза. В 1952-1957 годах служил в Советской Армии. С 1957 года чабан колхоза им. Ленина Тедженского района Ашхабадской области.
Депутат Совета Национальностей Верховного Совета СССР 9 созыва (1974—1979) от Тедженского избирательного округа № 444 Ашхабадской области.